# فابيو ميغيل سيلفا أوليفيرا
فابيو ميغيل سيلفا أوليفيرا (1 سبتمبر 1993 في البرتغال - ) هو لاعب كرة قدم برتغالي في مركز حراسة المرمى.

## وصلات خارجية
- فابيو ميغيل سيلفا أوليفيرا على موقع قاعدة بيانات كرة القدم.إي يو (الإنجليزية)
- فابيو ميغيل سيلفا أوليفيرا على موقع Soccerway.com (الإنجليزية)